# Sven-Erik Nolinge
Sven-Eric Nolinge, född 4 februari 1923, död 19 november 1995 i Onsala, en svensk före detta kortdistanslöpare. 

## Meriter
Nolinge vann SM 1946 på 400 m tävlande för Södertälje IF.
Han blev bronsmedaljör vid EM i Oslo 1946 i stafetten på 4 x 400 m (tillsammans med Folke Alnevik, Stig Lindgård, Nolinge som tredje löpare och Tore Sten) med tiden 3.15,0. Han tävlande även på 400 m där han tog en 4:e plats men på samma tid 48,9 som 3:an.